# سیارک ۱۳۸۲
سیارک ۱۳۸۲ (به انگلیسی: 1382 Gerti، نامگذاری:1925BB) هزار و سیصد و هشتاد و دومین سیارک کشف شده‌است که در ۲۱ ژانویه ۱۹۲۵ و در هایدلبرگ کشف شد.
قدر مطلق سیارک برابر ۱۲٫۲۰ است.